# KMPlayer
KMPlayer (Konqueror Media Player) — вільний програвач мультимедіа для платформи Maemo.
Відеоплеєр плагін для Konqueror і основний MPlayer / Xine / FFmpeg / ffserver / VDR інтерфейс для KDE.
Ця програма може програвати практично всі мультимедійні формати, включаючи потокове відео, Flash, яке відтворюється через DirectShow, файли Real Engine та QuickTime, DVD-відео, MKV, 3gp, VOB, аудіофайли та навіть звичайні зображення PNG і GIF.